# Аполипопротеин D
Аполипопротеин D (апоD, англ. apolipoprotein D, apoD) — атипичный аполипопротеин, компонент липопротеинов высокой плотности, относится к липокалинам. АпоD структурно не связан с истинными аполипопротинами (апоЕ, апоВ и др.).

## Структура и свойства
АпоD состоит из 169 аминокислот, молекулярная масса — 33 кДа. Является гликопротеином. АпоD имеет высокую гомологичность с ретинол-связывающими белками плазмы и другими белками группы альфа-2μ-микроглобулинов, относящимся к белкам-переносчикам, известными как липокалины. АпоD, синтезированный печенью, связан с апоA-I и ферментом метаболизма липопротеинов лецитинхолестеринацилтрансфераза. АпоD, синтезированный в центральной нервной системе (наряду с апоЕ и апоL), участвует в переносе липидов и гормонов.
Кроме этого апоD, синтезирующийся в апокриновых железах, является белком-переносчиком, который доставляет на поверхность кожи E-3-метил-2-гексеноивую кислоту (англ. E-3-methyl-2-hexenoic acid), физиологически активный компонент мужского секрета, отвечающий за регулирование женской репродуктивной функции в гормональной оси гипоталамус-эпифиз.

## Роль в патологии
АпоD является маркёром нейродегенеративных и психиатрических заболеваний. Он проявляет защитные свойства, так как регулирует сигнальные системы арахидоновой кислоты и участвует подобно апоЕ в регенерации нейронов.